# Гранлунд, Микаэль
Микаэль Антеро Гранлунд (фин. Mikael Antero Granlund; род. 26 февраля 1992, Оулу) — финский хоккеист, нападающий клуба НХЛ «Анахайм Дакс». Двукратный чемпион мира 2011 и 2022 годов, призёр Олимпийских игр (2014). Старший брат хоккеиста Маркуса Гранлунда.

## Клубная карьера

### Карьера в Финляндии

#### Кярпят
Гранлунд дебютировал в молодёжной команде «Кярпята» в 2007 году, а два года спустя, в свой 17-й день рождения, впервые выступил за первую команду. Однако игрок успел сыграть лишь два матча в SM-liiga до того, как возник конфликт между ним и руководством «Кярпята» по поводу контракта. Микаэль и его агент утверждали, что контракт недействителен, поскольку там не были указаны компенсации, которые хоккеист должен был получить от клуба, а также потому что «Кярпят» продлил его страховку с апреля 2009 до апреля 2011 без одобрения. Клуб признал свои ошибки, но заявил, что они были сделаны без злого умысла, и что они просто хотели как можно быстрее обеспечить хоккеисту место в первой команде, так как это было главным желанием как клуба, так и игрока.

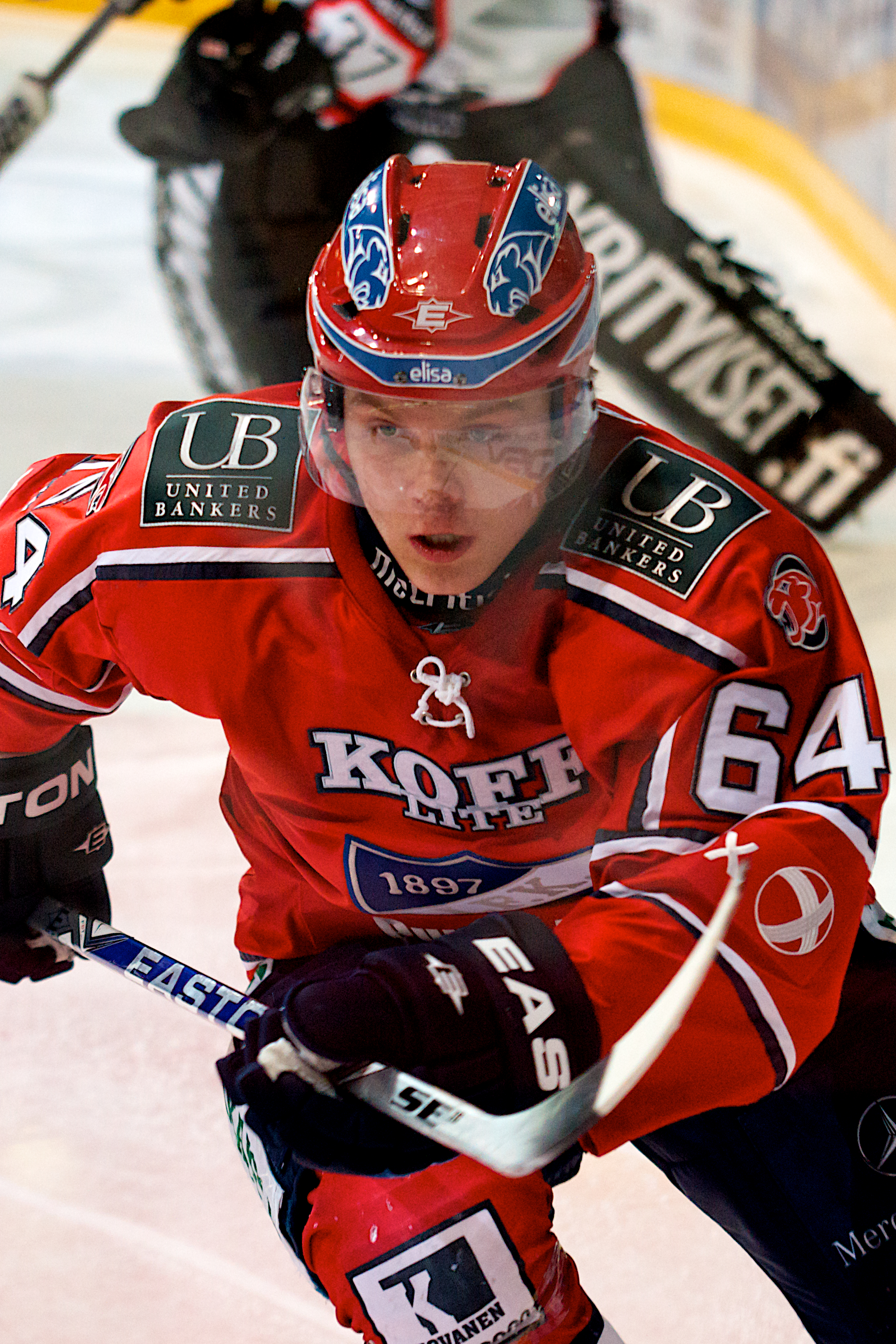
Гранлунд в составе ХИФК

#### ХИФК
Заявив о недействительности контракта с «Кярпятом», и таким образом считая себя свободным агентом, Гранлунд перешёл в столичный «ХИФК». «Кярпят» пытался помешать трансферу, за что хоккеист подал на свой прежний клуб в суд. В конечном счете обе стороны приняли решение, позволяющее Гранлунду играть за «ХИФК».
В сезоне 2009/10 Микаэль сыграл за новую команду 43 матча, забил 13 голов и отдал 27 голевых передач, что оказалось лучшим показателем среди новичков. По окончании сезона был признан лучшим новичком года, а также получил приз за честную спортивную борьбу и джентльменское поведение, проведя на скамейке штрафников всего две минуты. Кроме того, Гранлунд был признан лучшим молодым спортсменом 2009 года в Финляндии.

### Карьера в НХЛ

#### Миннесота Уайлд
На драфте НХЛ 2010 игрок был выбран в первом раунде под общим 9-м номером клубом «Миннесота Уайлд».
В сезоне 2010/11 Микаэль вместе с «ХИФК» стал чемпионом Финляндии и занял второе место в списке бомбардиров плей-офф, несмотря на то, что до этого в начале сезона в октябре получил сотрясение мозга и был два месяца вне игры.
Начиная с сезона 2012/13, выступает в Северной Америке в составе «Миннесоты Уайлд». Летом 2017 года заключил с «Миннесотой» 3-летний контракт на $ 17,25 млн.
В сезоне 2016/17 сыграл 81 матч и набрал 69 очков (26+43). В следующем сезоне вновь был одним из лидеров нападения команды, в 77 матчах финн набрал 67 очков (21+46).
В сезоне 2018/19 финн сыграл за «Уайлд» 63 матча и набрал 49 очков (15+34).

#### Нэшвилл Предаторз
25 февраля 2019 года «Миннесота» обменяла Гранлунда в «Нэшвилл Предаторз» на 22-летнего швейцарского форварда Кевина Фиалу. В 16 матчах регулярного сезона 2018/19 за «Предаторз» Гранлунд забросил только одну шайбу, сделав 4 передачи. В плей-офф в 6 матчах Микаэль набрал 2 очка (1+1), а «Нэшвилл» проиграл серию первого раунда «Далласу» (2-4).
В сезоне 2019/20 провёл 63 матча за «хищников» в регулярном сезоне и набрал 30 (17+13) очков. В квалификационных играх против «Аризоны Койотис» провёл 4 матча, где набрал всего лишь 1 очко, а «Нэшвилл» проиграл серию (1-3) и не смог попасть в плей-офф. 29 сентября 2020 года было генеральный менеджер «Предаторз» Дэвид Пойл объявил о том, что контракты Гранлунда, а также Крэйга Смита и Корбиниана Хольцера переподписаны не будут. Однако, несмотря на это заявление, 23 декабря 2020 года Гранлунд подписал однолетний контракт с «Нэшвилл Предаторз» на сумму $ 3,75 млн.
В сезоне 2020/21 набрал 27 (13+14) очков, став при этом вместе с Калле Йернкруком лучшим снайпером команды. В плей-офф набрал 5 (2+3) очков в 6 матчах, став лучшим бомбардиром команды. По окончании сезона 2020/21 вновь ходили слухи о том, что Гранлунд покинет «Нэшвилл», однако стороны подписали четырёхлетний контракт на общую сумму $ 20 млн.
Старт сезона 2021/22 у Гранлунда выдался впечатляющим: после 27 матчей на его счету было 27 (5+22) очков. Для сравнения, в сезоне 2020/21 для этого Микаэлю потребовалось 50 матчей. В ноябре Гранлунд дважды провёл два матча с четырьмя результативными передачами: против «Сент-Луиса» и «Коламбуса». Он стал первым игроком «хищников», кто провёл 2 матча с четырьмя и более передачами в одном сезоне. Всего в 80 матчах сезона Гранлунд набрал 64 очка (11+53), установив личный рекорд по результативным передачам. В плей-офф «Предаторз» проиграли уже в первом раунде.
В сезоне 2022/23 в 58 матчах за «Предаторз» набрал 36 (9+27) очков, имея худшую полезность в команде «-16».

#### Питтсбург Пингвинз
Перед дедлайном «хищники» устроили распродажу, обменяв Нидеррайтера, Жанно, Экхольма. Исключением не стал и Гранлунд, которого 1 марта 2023 года обменяли в «Питтсбург Пингвинз» на выбор во втором раунде драфта 2023 года. За «Пингвинз» в сезоне 2022/23 провёл 21 матч, набрав всего лишь 5 очков (1+4), а последний матч сезона стал для Гранлунда 750-м в карьере в НХЛ. Результаты «Питтсбурга» не впечатлили владельцев команды, впервые за 16 лет команда не попала в плей-офф, в результате чего президент команды Брайан Бурк, генеральный менеджер Рон Хекстолл и его ассистент были уволены.

#### Сан-Хосе Шаркс
6 августа 2023 года в результате трехстороннего обмена между «Пингвинз», «Канадиенс» и «Шаркс» Гранлунд перешёл в стан последних, а в «Пингвинз» отправился защитник-суперзвезда Эрик Карлссон.
В сезоне 2023/24 сыграл за «Шаркс» 69 матчей и набрал 60 очков (12+48) при показателе полезности -23. Гранлунд стал самым результативным в составе «Шаркс», никто кроме него не набрал даже 50 очков. По ходу сезона преодолел отметку в 150 заброшенных шайб и 500 набранных очков в НХЛ.
В сезоне 2024/25 сыграл за «Шаркс» 52 матча и набрал 45 очков (15+30) при показателе поезности -8.

#### Даллас Старз
1 февраля 2025 года вместе с защитником Коди Сиси был обменян в «Даллас Старз» на выбор в первом раунде драфта 2025 года и возможный выбор в третьем раунде драфта того же года. 13 мая 2025 года сделал хет-трик в матче Кубка Стэнли против «Виннипега» (3:1). Это был третий хет-трик Гранлунда в НХЛ и первый с 2017 года, а также первый в матчах плей-офф.

## Международная карьера

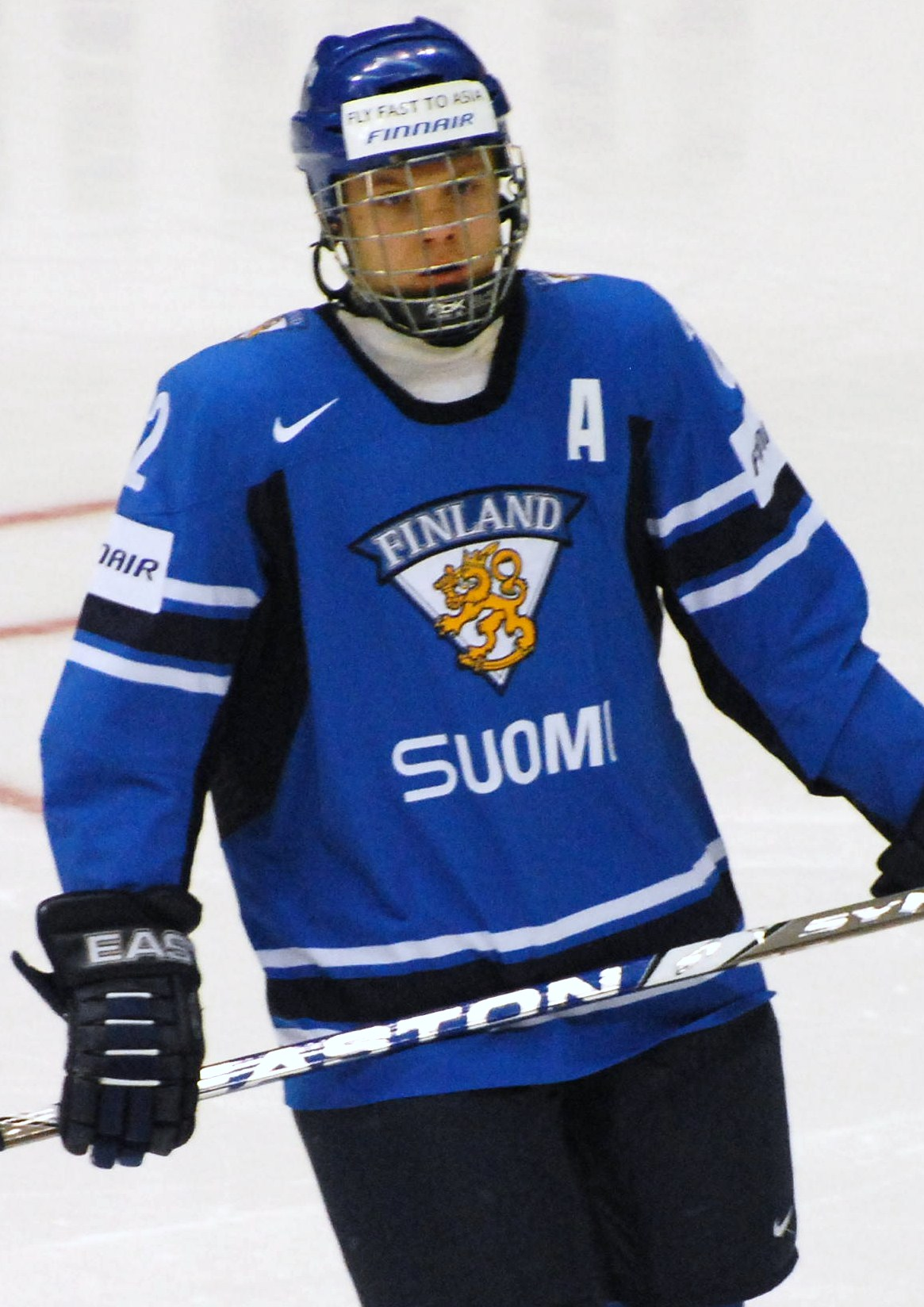
Гранлунд на МЧМ-2010

Микаэль Гранлунд принимал участие в чемпионатах мира среди юниорских команд 2009 и 2010, выиграв на обоих турнирах бронзовую медаль. Также участвовал в чемпионате мира среди молодёжных команд 2010, где стал лучшим бомбардиром своей команды. Игрок не смог выступить на чемпионате мира среди молодёжных команд 2011 из-за сотрясения мозга, полученного в игре за «ХИФК»
В апреле 2011 года Гранлунд был вызван в главную сборную, на чемпионат мира в Словакии, где финны впервые за 16 лет завоевали золото. Микаэль набрал на турнире 9 очков, отдав семь голевых передач и забив два гола. Особое внимание получил гол, забитый в стиле лякросс в полуфинальном матче против сборной России. В СМИ этот гол назывался лучшим в истории чемпионата мира. Через неделю после турнира гол Гранлунда был увековечен на финской почтовой марке.

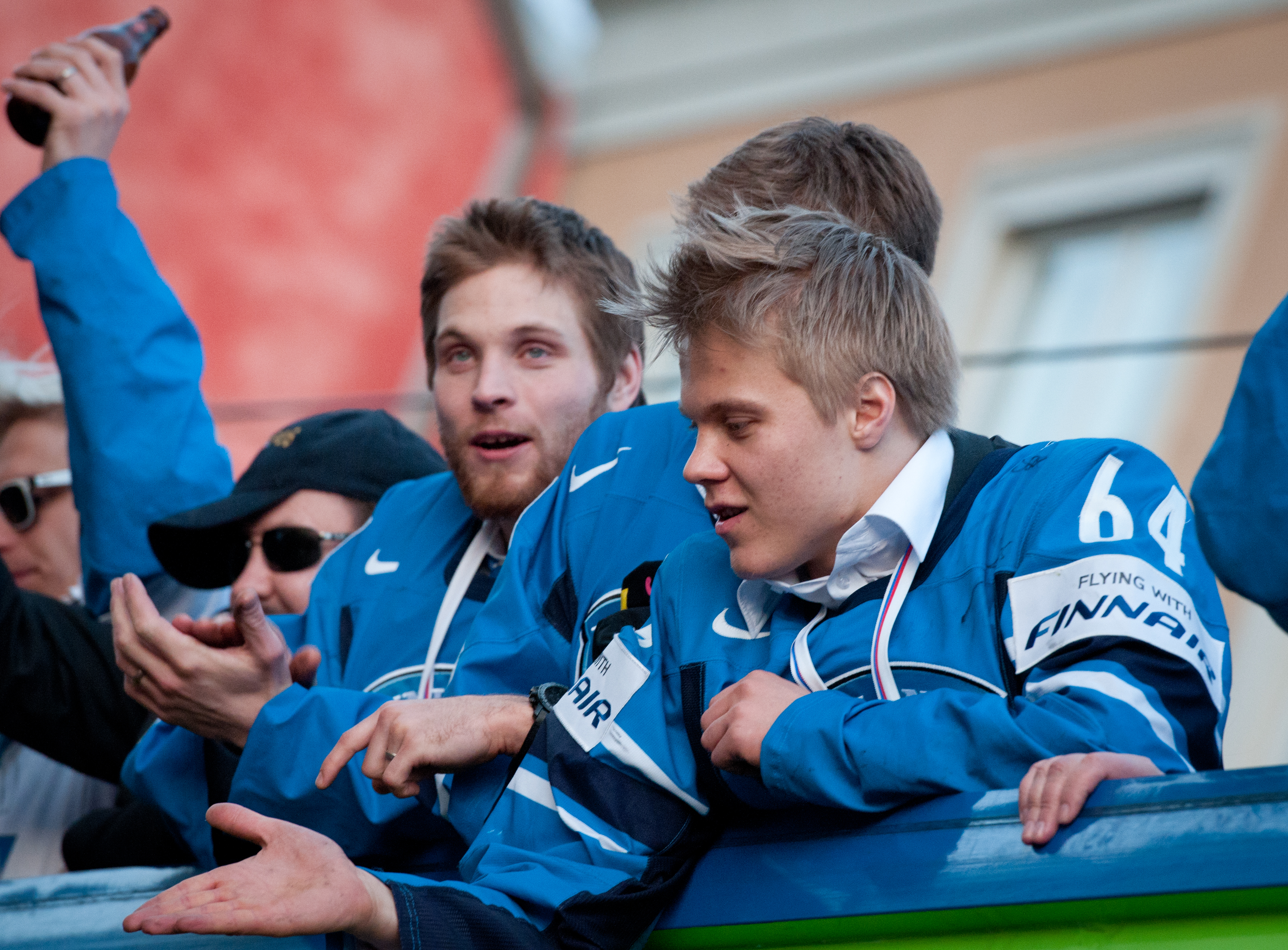
Гранлунд (№ 64) во время празднования в Хельсинки победы сборной Финляндии на чемпионате мира 2011 года

На зимних Олимпийских играх 2014 года в Сочи набрал 7 очков (3+4) в 6 матчах вошёл в символическую сборную лучших игроков олимпийского турнира. По два очка Гранлунд набрал в матче 1/4 финала против России (3:1) и матче за третье место против США (5:0).
На чемпионате мира 2016 года в России, где финны стали вторыми, Гранлунд набрал 12 (4+8) очков в 10 матчах и также был включён в символическую сборную по версии представителей медиа. Особенно Гранлунду удался четвертьфинальный матч с датчанами (5:1), где Микаэль забросил две шайбы.
На чемпионате мира 2018 года в Дании, где финны заняли первое место на групповой стадии, но достаточно неожиданно проиграли в четвертьфинале сборной Швейцарии (2:3), Гранлунд в 8 матчах набрал 9 очков (2+7), забросив по шайбе в ворота сборных Дании и Норвегии. При этом Гранлунд в целом остался в тени молодых лидеров нападения финской сборной Себастьяна Ахо (18 очков) и Теуво Терявяйнена (14 очков).
На чемпионате мира 2022 года в Финляндии Гранлунд набрал 11 очков (5+6) в 9 матчах. В составе финнов больше очков набрал только защитник Микко Лехтонен. В финале на «Тампере Дек Арене» против сборной Канады Гранлунд в третьем периоде забросил первые две шайбы финнов в большинстве, а затем в овертайме ассистировал Сакари Маннинену, забившему победную шайбу (4:3 ОТ).
На чемпионате мира 2024 года в Чехии Гранлунд был капитаном сборной. 12 мая сделал 4 передачи в игре против Великобритании (8:0).

## Семья
В 2019 году женился на Эмми Кайнулайнен. В феврале 2019 года у пары родился ребёнок. В марте 2020 года жена Гранлунда родила мертворождённую дочь.

## Статистика
| Легенда | Легенда                    | Легенда | Легенда                   | Легенда | Легенда    |
| ------- | -------------------------- | ------- | ------------------------- | ------- | ---------- |
| И       | Количество проведённых игр | Штр     | Штрафное время            | +/−     | Плюс-минус |
| Г       | Голы                       | П       | Голевые передачи          | О       | Очки       |
| -       | Статистика неизвестна      | —       | Статистика не учитывалась |         |            |